# Monheimer Alb
Die Monheimer Alb ist ein Landschaftsraum im Naturpark Altmühltal im Süden der Fränkischen Alb. Es handelt sich um eine ausgedehnte, wellige Landschaft auf der Südlichen Frankenalb, die im Süden von der Donau, im Westen von der Wörnitz und durch den Nördlinger Ries, im Norden vom Altmühltal und im Osten vom Wellheimer Trockental begrenzt wird. Politisch handelt es sich im Wesentlichen um den schwäbischen Landkreis Donau-Ries, geringen Anteil hat die Monheimer Alb bei Auernheim auch am mittelfränkischen Landkreis Weißenburg-Gunzenhausen. Die Monheimer Alb geht im Norden in die Weißenburger Alb, im Westen in die Eichstätter Alb über.

## Schutzgebiete
Die Monheimer Alb hat eine Reihe von Landschaftsschutzgebieten mit seltenen Tier- und Pflanzenarten aufzuweisen:
- das ausgedehnte Waldgebiet des Uhlbergs, das zwischen dem Treuchtlinger Gemeindeteil Auernheim im Norden, Döckingen im Westen, Möhren im Osten und Wolferstadt im Süden den Übergang zwischen dem fränkischen Mittelgebirgszug Hahnenkamm und dem schwäbischen Albgebiet bildet,
- die Stauweiher- und Gartenlandschaft bei Kaisheim
- und die Donauhänge zwischen Donauwörth-Zirgesheim und Schloss Leitheim.

## Tourismus
- Altstadt Monheim mit Buchstabenweg M-O-N-H-E-I-M
- Tagmersheim mit Schloss und Landmaschinenmuseum
- Burgruine Graisbach der Grafschaft von Lechsgemünd-Graisbach auf dem Schlossberg bei Marxheim,
- Rokoko-Schloss Leitheim, dem Sommersitz der Kaisheimer Äbte
- Basilika des Zisterzienserklosters Kaisheim.
- 18 Rundwanderwege und 3 Lehrpfade
- Radweg Monheimer Alb-Runde
- Geotop Kalvarienberg des Geopark Ries mit zugehörigem Lehrpfad in Gosheim
- ehemaliges Schloss Gosheim

Dem Tourismusverein Monheimer Alb gehören 11 Gemeinden an.
Das Gebiet der Monheimer Alb gehört zum Naturpark Altmühltal, zum Ferienland Donau-Ries und zum Geopark Ries.